# Blindestok
 Der er for få eller ingen kildehenvisninger i denne artikel, hvilket er et problem. Du kan hjælpe ved at angive troværdige kilder til de påstande, som fremføres i artiklen.

En blindestok er et hjælpemiddel som blinde mennesker, eller mennesker med nedsat syn kan anvende. Den fungerer både rent teknisk som et mobilitetshjælpemiddel, og som et høfligt signal til omverdenen om, at personen med stokken er synshæmmet.
Stokken fungerer ved at brugeren fører den fra side til side foran sig, så den kan advare om forhindringer forude.

## Historie
Blinde mennesker har brugt en stok som hjælpemiddel til at bevæge sig i århundreder, men det var ikke før lige efter 1. verdenskrig, at den hvide blindestok blev introduceret.
I 1921 følte en fotograf fra Bristol i England, James Biggs, sig utryg med mængden af trafik rundt om sit hus, så han fik malet sin stok hvid, så han blev mere synlig for andre.
I 1931 lancerede Guilly d'Herbemonten en national bevægelse i Frankrig med den hvide stok som støtte til blinde mennesker. I nogle lande bruges forskellige farvekoder på den hvide stok, så en seende person kan se om brugeren er synshæmmet, blind, døvblind eller lign. Bare ved at se på stokken.
Den hvide stok bruges af synshæmmede over hele verden, og symbolet med den hvide mand med en stok er det internationale symbolet for synshæmmede.